# Pla de la Selva
El pla de la Selva és un pla del municipi d'Alins (Pallars Sobirà). situat al marge esquerre der riu Noguera de Vallferrera a una altitud de 1.698 m. a la confluència del barranc d'Aixeus. Punt de partida per l'ascensió als pics de Monteixo (2.905 m) i Noris (2.826 m) per la pista que puja des del pla de la Selva fins a la pleta dels Frares (2.024 m. aparcament) i el sender que arriba als estanys d'Aixeus (2.363 m).
El Pla de la Selva és un prat subalpí situat dins del Parc Natural de l'Alt Pirineu (Pallars Sobirà). Element d'interès E10-Pla de la Selva Parc Natural de l'Alt Pirineu. Envoltat de magnífiques avetoses, les bordes i prats de dall del pla de la Selva evidencien la importància de l’activitat ramadera. S'hi ha habilitat una zona d'esbarjo equipada amb taules i un petit recer. Un sender senyalitzat arriba fins a l'avet monumental.

## Accés a peu
El camí parteix d'Àreu i segueix el GR-11. Des d'Areu cal anar fins al pont de la Farga (1.452 m) on es pren el camí que puja pel marge de la pista cap al sud-est i més amunt enllaça amb el GR-11. Depassada la borda del Gavatxo el camí travessa la pista principal i al cap de poc, i després d'una pujada, hi conflueix de nou. D'allà cal seguir-la uns metres fins al pla de la Selva.